# Нижнесанарское сельское поселение
Нижнесанарское се́льское поселе́ние — муниципальное образование в Троицком районе Челябинской области Российской Федерации. В рамках административно-территориального устройства муниципальное образование  соответствует административно-территориальной единице Нижнесанарский сельсовет.
Административный центр — село Нижняя Санарка.

## История
Статус и границы сельского поселения установлены Законом Челябинской области от 28 октября 2004 года № 315-ЗО «О статусе и границах Троицкого муниципального района и сельских поселений в его составе»

## Население
| 2002  | 2010  | 2011  | 2012  | 2013  | 2014  | 2015  |
| ----- | ----- | ----- | ----- | ----- | ----- | ----- |
| 2921  | ↘2620 | ↘2617 | ↘2607 | ↘2550 | ↘2476 | ↘2442 |
| 2016  | 2017  | 2018  | 2019  | 2020  | 2021  |       |
| ↘2426 | ↘2400 | ↘2369 | ↘2339 | ↘2297 | ↘1890 |       |

## Состав сельского поселения
| № | Населённый пункт | Тип населённого пункта       | Население |
| - | ---------------- | ---------------------------- | --------- |
| 1 | Белокаменка      | посёлок                      | ↘106      |
| 2 | Берлин           | посёлок                      | ↘613      |
| 3 | Нижняя Санарка   | село, административный центр | ↘994      |
| 4 | Осиповка         | посёлок                      | ↘232      |
| 5 | Уразаевский      | посёлок                      | ↘335      |
| 6 | Херсонский       | посёлок                      | ↘179      |
| 7 | Чкалова          | посёлок                      | ↘140      |
| 8 | Ягодный          | посёлок                      | ↗21       |

### Упразднённые населённые пункты
- Шевченко — упраздненный в 1979 году посёлок.